# Iona
Iona (с англ. — «Айона») — британская христианская рок-группа, играющая прогрессивный кельтский рок. Создана в конце 80-х годов двадцатого века вокалисткой Джоанной Хогг (Joanne Hogg) и мультиинструменталистами Дэвидом Фицджеральдом (David Fitzgerald) и Дэйвом Бэйнбриджем (Dave Bainbridge).

## История
К моменту выхода в 1990 году одноимённого альбома к группе присоединились ударник Тэрл Брайант (Terl Bryant), басист Ник Бэггс (Nick Beggs), Фиона Дэвидсон (Fiona Davidson), игравшая на кельтской арфе, Питер Витфилд (Peter Whitfield) (струнные), Трой Донокли (Troy Donockley) (ирландская волынка, флейты, гитара, множество других инструментов) и Фрэнк Ван Эссен (Frank Van Essen) (перкуссия). Альбом рассказывал историю острова Айона, давшего название группе.
В 1992 году выходит концептуальный альбом The Book Of Kells, песни которого рассказывали эпизоды из Келлской книги. Фицджеральд покинул группу, чтобы продолжить музыкальное образование.
В третьем альбоме, Beyond These Shores, вышедшем в 1993 году, присутствует гитара Роберта Фриппа, основателя легендарной прог-роковой группы King Crimson. Группу покидает Фрэнк Ван Эссен, за ударные и перкуссию садится Тэрл Брайант. Альбом рассказывал легенду об открытии Святым Бренданом Америки задолго до Христофора Колумба. Несмотря на общую для всех песен альбома тему, группа не считает его концептуальным.
Journey Into The Morn, 1995. Более прямолинейный, роковый альбом, основой для которого послужил ирландский христианский гимн «Be Thou My Vision», исполняемый на гаэльском языке в начале и конце альбома. Правильному гаэльскому произношению Джоанну Хогг учила Мойя Брэннан, вокалистка Clannad, также исполнившая партию бэк-вокала.
Во второй половине 1990-х выходят два концертных альбома: двухдисковый Heaven's Bright Sun и Woven Cord с участием All Souls Orchestra. Группу покидает Тэрл Брайант и возвращается Фрэнк Ван Эссен, играющий на ударных и скрипке. Его дебют как скрипача можно услышать в альбоме 2000 года Open Sky.
После окончания срока действия контрактов с американцами ForeFront Records и британцами Alliance Records, Iona, для достижения большей творческой независимости, создает собственный лейбл Open Sky Records. Первый продукт нового лейбла — коллекционное издание 2002 года The River Flows, включающее ремастированное переиздание трёх первых альбомов (некоторые песни из первого альбома были заново записаны) и диск Dunes, содержащий редкие и не издававшиеся ранее записи группы. Кроме того, каждый из первых трёх альбомов был переиздан в новой обложке.
В 2006 году был издан двойной концертный DVD со звуком 5.1 Live In London и студийный альбом The Circling Hour.
В 2009 году Трой Донокли решил покинуть группу. Сейчас[когда?] он задействован в различных проектах, в том числе поучаствовал в создании группы The Bad Shepherds и играет в Nightwish. Новым волынщиком Iona стал Мартин Нолан.
В июне 2010 года группа отправилась в свой первый американский тур за 9 лет. 19 июня они представили несколько новых песен на фестивале прогрессивного рока NEARfest в Пенсильвании. Тур закончился участием в фестивале христианской музыки Cornerstone.
В 2011 году группа выпустила новый двойной альбом Another Realm.
На 2015 год группа иногда дает концерты, музыканты участвуют в различных проектах.

## Текущий состав группы
- Джоанна Хогг (Joanne Hogg) — вокал, клавишные, акустическая гитара
- Дэйв Бэйнбридж (Dave Bainbridge) — гитара
- Мартин Нолан (Martin Nolan) - ирландская волынка, флейты, вистлы
- Фрэнк Ван Эссен (Frank Van Essen) — барабаны, перкуссия, скрипка
- Фил Баркер (Phil Barker) — бас-гитара

## Дискография

### Хронологический список
- Iona (1990)
- The Book Of Kells (1992)
- Beyond These Shores (1993)
- Journey Into The Morn (1995)
- Treasures (1996 — сборник лучших произведений)
- Heaven's Bright Sun (1997 — концертный альбом)
- Woven Cord (1999 — концертный альбом с участием All Souls Orchestra)
- Open Sky (2000)
- The River Flows: Anthology Vol. 1 (2002 — 4-х дисковое коллекционное издание)
- Iona (2004 — ранняя концертная запись на DVD)
- Live In London (2006 — Двойной DVD со звуком 5.1)
- The Circling Hour (2006)
- Live in London (2008 - концертный альбом)
- Another Realm (2011 - двойной альбом)
- Edge of the World - Live in Europe (2013 - концертный альбом)

### Студийные альбомы
- Iona (1988)
- The Book Of Kells (1992)
- Beyond These Shores (1993)
- Journey Into The Morn (1996)
- Open Sky (2000)
- The Circling Hour (2006)
- Another Realm (2011 - двойной альбом)

### Концертные аудиозаписи
- Heaven's Bright Sun (1997 — концертный альбом)
- Woven Cord (1999 — концертный альбом с участием All Souls Orchestra)
- Live in London (2008 - концертный альбом)
- Edge of the World - Live in Europe (2013 - концертный альбом)

### Концерты наDVD
- Iona (2004 — ранняя концертная запись на DVD)
- Live In London (2006 — Двойной DVD со звуком 5.1)

### Коллекционные издания
- The River Flows: Anthology Vol. 1 (2002 — 4-х дисковое коллекционное издание)

### Сборники
- Various Artists - Songs for Luca (2003)
- Various Artists - Songs for Luca 2 (2007)